# Criss Angel
Criss Angel (született Christopher Sarantakos) (East Meadow, New York, 1967. december 19. –)  amerikai zenész, bűvész, szabadulóművész, hipnotizőr, jóga mester és kaszkadőr. Írója és rendezője a Criss Angel Mindfreak című televíziós sorozatnak.

## Élete
Már gyermekkorában szerette a zenét, dobolni tanult és mindig is érdekelte a bűvészet. Legnagyobb hatással Harry Houdini és Richiardi volt rá. Bűvésztudásával már tinédzserként fellépett születésnapi bulikon és éjszakai klubokban. Sok minden mással is foglalkozott: 18 éves korában pirotechnikusi vizsgát tett, 7. fokozatú fekete öves harcművész és táncol is.
1994-ben, Criss az ABC tv-csatorna egyórás „Secret” című műsorában debütált közreműködőként. 1998-ban a Madison Square Gardenben a World Of Illusion műsorban lépett fel. Ezután a nagy sikerű "Mindfreak" című show-jával lépett fel a Broadway-en. A műsor közel 600 előadást ért meg, az utolsó 2003. január 6-án volt. Több televíziós műsorban is fellépett, de átütő tévés sikert az A&E channel-en szerdán esténként vetített "Mindfreak" show-jával ért el. Az felvételek Las Vegasban készülnek, 2006-ra már a harmadik évadnál járnak.

## Bűvészi karrierje
Angel az egyetlen bűvész, aki kétszer is (2001, 2004) elnyerte az Év Merlin Bűvésze-díjat (Merlin Magician of the Year). Több rekord is a nevéhez fűződik, pl, a leggyorsabb Metamorfózis trükk (kevesebb, mint 1 mp) és a leggyorsabb menekülés kényszerzubbonyból (2 perc, 30mp).

### Ismertebb trükkjei
- Egy nő kettévágása
- Önmaga kettéfűrészelése
- Lebegés a háztetők felett
- Séta függőleges falon
- Vízen járás

### A trükkök magyarázata
A háztetők feletti lebegős trükkjét ő maga magyarázta el az egyik DVD-jén, e szerint a trükköt eredetileg Jacob Spinney találta ki. Sok más mutatványa közismert a bűvészek körében David Copperfield vagy David Blaine be is mutatták.
Sokan azzal vádolják, hogy filmes trükköket is alkalmaz, például számítógépes utómunkákat, kötött kameraállásokat vagy beépített embereket.[forrás?] Angel visszautasította a vádakat és a második évadra bevezette az ún. "Néző kameráját", ami videokamera, amit egy állítólag véletlenszerűen kiválasztott nézőnek ad, hogy kedve szerint filmezze a műsort. A második évad végére azonban egyre kevesebbszer tűnik fel a Néző kamerája, akkor is csak kisebb trükköknél.

## Zenei karrierje
Barátjával, a Celldweller néven ismert Klay Scottal alapított, AngelDust nevű ipari rock együttesben játszik. 1998-ban "Musical Conjurings from the World of Illusion" címmel CD-t adtak ki és a Madison Square Garden-ben is felléptek. Több szólólemeze is megjelent.

### Diszkográfia
- Musical Conjurings from the World of Illusion, 1998.
- System 1 in the Trilogy, 2000.
- System 2 in the Trilogy, 2000.
- System 3 in the Trilogy, 2000.
- Mindfreak, 2002.
- Supernatural, 2003.
- Criss Angel Mindfreak, 2006.